# Maclurites
Maclurites is een geslacht van uitgestorven Gastropoda, dat leefde in het Ordovicium.

## Beschrijving
Deze bijna platte buikpotige kenmerkt zich door een schaal met lage, krachtig gewonden windingen en een brede, diepe centrale holte aan de bovenkant. De oppervlakte van de schaal is glad. De schaallengte bedraagt 5 tot 7,5 centimeter.

## Soorten
Onderstaande zeven soorten bevatten de geslachtnaam Maclurea:
- M. exsul † Koken 1897
- M. gradata † Koken 1897
- M. kotoi † Kobayashi 1930
- M. matutina † Hall 1847
- M. neritioides † d'Eichwald 1860
- M. planorbis † Koken 1897
- M. rotundata † Billings 1865

Onderstaande soorten bevatten de geslachtsnaam Maclurites:
- M. altus † Wilson 1938
- M. atlanticus † Billings 1859
- M. borealis † Wilson 1938
- M. christianiae † Koken & Perner 1925
- M. crassa † Ulrich & Scofield 1897
- M. cuneata † Whitfield 1878
- M. depressus † Ulrich & Scofield 1897
- M. expansa † Koken & Perner 1925
- M. florentinensis † Banks & Johnson 1957
- M. gravis † Vostokova 1964
- M. klamathensis † Rohr 1980
- M. knoxvillensis † Ulrich & Scofield 1897
- M. magnus † Le Sueur 1818
- M. meitanensis † Yü 1933
- M. neritoides † d'Eichwald 1860
- M. nitidus † Ulrich & Scofield 1897
- M. niuhsintaiensis † Kobayashi 1930
- M. oceana † Billings 1865
- M. orientalis † Yü 1961
- M. ovalis † Vostokova 1964
- M. profunda † Butts 1926
- M. romainensis † Twenhofel 1938
- M. salteri † Longstaff 1924
- M. septentrionalis †  Koken & Perner 1925
- M. subrotunda †  Koken & Perner 1925
- M. sylpha † Billings 1865
- M. triangularis † Teichert 1937
- M. ungava † Wilson 1938
- M. zhuozishanensis † Yü 1961